# Флаг Троицкого района
Флаг Трои́цкого муниципального района Челябинской области Российской Федерации — опознавательно-правовой знак, служащий официальным символом муниципального образования.
Флаг утверждён 19 ноября 2003 года постановлением Троицкого районного Совета депутатов № 338 (как флаг муниципального образования «Троицкий район», после муниципальной реформы 2006 года — муниципальное образование «Троицкий муниципальный район») и внесён в Государственный геральдический регистр Российской Федерации с присвоением регистрационного номера 1358.

## Описание
Описание флага, внесённого в Государственный геральдический регистр Российской Федерации, гласит:
«Прямоугольное полотнище с соотношением ширины к длине 2:3, разделённое по диагонали (нисходящей от свободного края к древку) на 4 равные по ширине полосы: красную (у древка сверху), зелёную, красную и зелёную; в верхней части полотнища воспроизведены горизонтально в ряд три жёлтых равноконечных креста».
Описание флага, утверждённого постановлением Троицкого районного Совета депутатов от 19 ноября 2003 года № 338, гласит:
«Флаг Троицкого района представляет собой прямоугольное полотнище с соотношением ширины к длине 2:3, разделённое на 4 сходящихся внизу равновеликих клина — два зелёных (у древка и вверху ближе к свободному краю) и два красных (вверху ближе к древку и у свободного края), в верхней части полотнища — три равновеликих жёлтых креста в ряд».

## Обоснование символики
В основу флага муниципального образования «Троицкий район» легло его географическое расположение. По этой территории в 1743 году проходила Уйская укреплённая линия и была построена крепость, находившаяся на Сибирском торговом пути с народами Казахстана, Средней и Центральной Азии.
Современная территория Троицкого района находится на границе Российской Федерации с Казахстаном. Пограничные столбы России окрашены красно-зелёными полосами. Это и нашло своё отражение на флаге.
Три жёлтых равновеликих креста, взятые из исторического герба города Троицка (центра района) — символ Святой Троицы.
Жёлтый цвет (золото) символизирует божественный свет, веру, милосердие, знатность, постоянство, богатство.
Зелёные части полотнища символизируют изобилие природных богатств района. Зелёный цвет — цвет жизни и возрождения.
Красный цвет — символ мужества, красоты и жизни.

## См. также

Флаги муниципальных образований Троицкого муниципального района
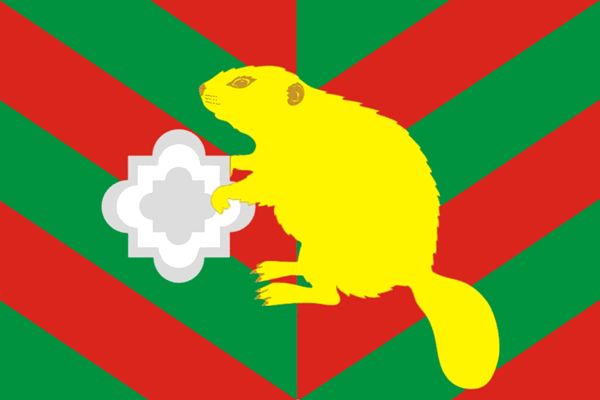
Флаг Бобровского сельского поселения